# Droga krajowa 74

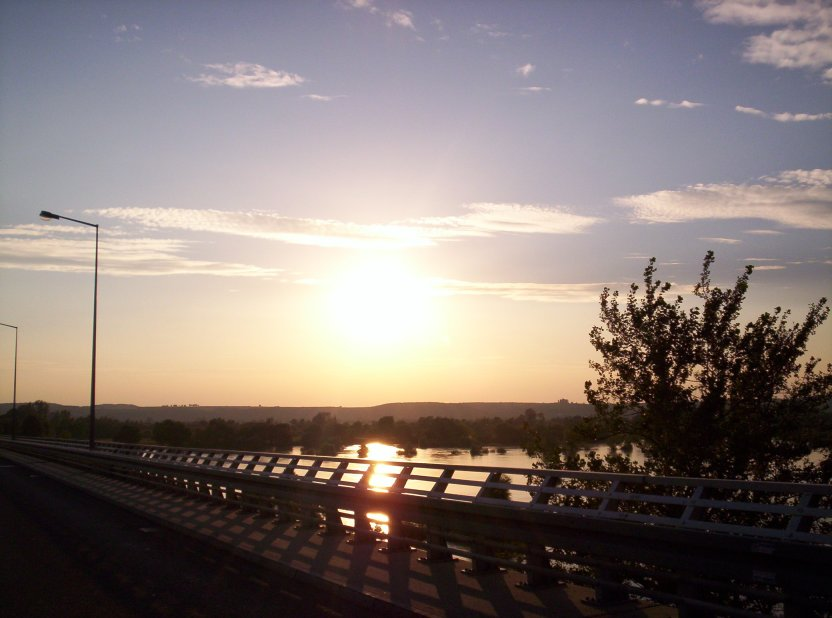
Weichselbrücke bei Annopol

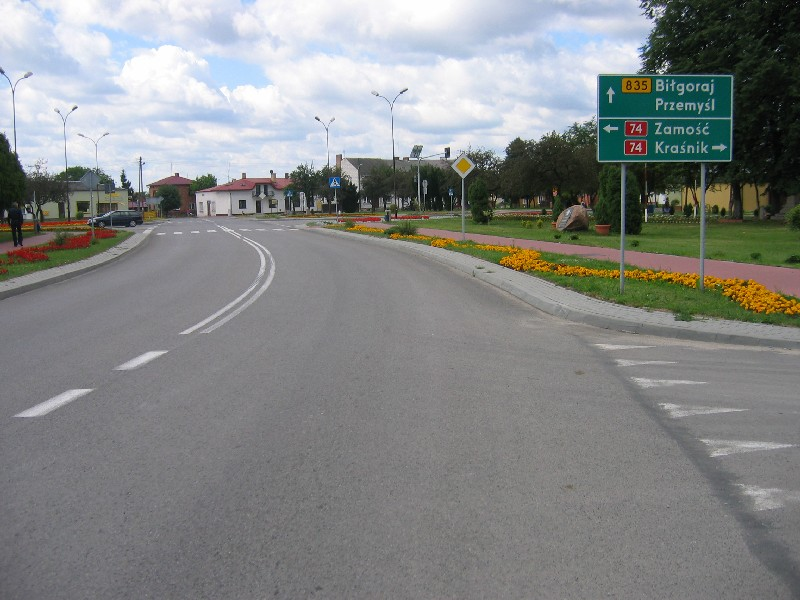
Kreuzung mit der DW835 in Frampol

Die Droga krajowa 74 (DK74) ist eine Landesstraße in Polen. Ihr ursprünglicher Beginn lag in Sulejów an der DK12. Mit Fertigstellung der S8 zwischen Wieluń und Piotrków Trybunalski, deren Trasse in diesem Abschnitt deutlich von der DK8 abweicht, wurde die DK74 bis Wieluń verlängert. Der neu hinzugekommene Abschnitt wird gelegentlich als DK74j bezeichnet.
Damit beginnt die DK74 nun an der Anschlussstelle Wieluń der S8. Nach wenigen hundert Metern wird die ehemalige DK8 erreicht, deren Trasse der DK74 zugeschlagen wurde. Die Straße verläuft in südöstlicher Richtung bach Wieluń, wo die DK45 gekreuzt wird. Anschließend verläuft sie in östlicher Richtung über Szczerców und Bełchatów bis Piotrków Trybunalski. Dort führt die Straße über gemeinsame Abschnitte mit der A1, S8, DK91 und schließlich der DK12 zu ihrem früheren Beginn in Sulejów. Von dort verläuft sie zunächst in südöstlicher Richtung, wobei sie bei Ruda Maleniecka die DK42 kreuzt, nach Kielce. Hier schneidet sie die Schnellstraße S7 (E 77). Auf eine Länge von 6,8 Kilometer verläuft sie hier als Droga ekspresowa S74. Von Kielce aus führt die Straße generell in östlicher Richtung über Łagów nach Opatów; hier wird die DK9 gekreuzt. Bei der kleinen Ortschaft Wyszmontów rund 4 Kilometer südlich von Ożarów wird die DK79 geschnitten, kurz vor Annopol die Weichsel auf einer Brücke gequert. Im weiteren Verlauf der Straße wird Kraśnik erreicht, von hier bis Janów Lubelski deckt sich der Straßenverlauf nunmehr in südlicher Richtung mit dem der DK19. Anschließend wendet sich die Straße wieder nach Osten und erreicht über Frampol und Szczebrzeszyn die Stadt Zamość, bei der sie die DK17 (zugleich E 372) kreuzt. Der weitere Verlauf in östlicher Richtung führt über Hrubieszów zur Grenze zur Ukraine beim Grenzübergang Zosin/Ustyluh am Fluss Huczwa kurz vor dessen Mündung in den Bug. Die Straße ist rund 514 Kilometer lang.

## Wichtige Ortschaften an der Strecke
Woiwodschaft Łódź (województwo łódzkie):
- Wieluń (DK45)
- Szczerców
- Bełchatów
- Piotrków Trybunalski (A1), (S8), (DK91), (DK12)
- Sulejów (DK12)

Woiwodschaft Heiligkreuz (województwo świętokrzyskie):
- Ruda Maleniecka (DK42)
- Kielce (Droga ekspresowa S7, E 77), (DK73)
- Łagów
- Opatów (DK9)
- Wyszmontów (DK79)

Woiwodschaft Lublin (województwo lubelskie):
- Annopol
- Kraśnik (DK19)
- Janów Lubelski (DK19)
- Frampol
- Szczebrzeszyn
- Zamość (DK17, E 372)
- Hrubieszów
- Grenzübergang Zosin/Ustyluh zur Ukraine